# Prototheca
Prototheca je rod zelených řas z čeledi Chlorellaceae. Bývají izolovány z půdních i vodních vzorků. V buňkách některých druhů někdy není přítomen chlorofyl - dva takoví zástupci žijí paraziticky a způsobují vzácné infekce i u člověka. Takové onemocnění se pak nazývá protothekóza.

## Popis
Rod Prototheca zahrnuje jednobuněčné druhy s oválnými či kulovitými buňkami, které mají v průměru 2-25 mikrometrů. V dospělosti se buňky změní ve sporangium a naplní se 2-20 endosporami, uspořádanými do tvaru, který připomíná morulu.

## Onemocnění
Některé druhy (konkrétně P. zophii a P. wickerhamii) mohou kolonizovat kůži i vnitřní orgány živočichů. Způsobují například kožní infekce člověka, psů, koček, záněty vemene, infekce vnitřních orgánů a podobně.

## Zástupci
Mezi druhy zařazované do tohoto druhu patří například:
- Prototheca blaschkeae
- Prototheca moriformis
- Prototheca stagnora
- Prototheca ulmea
- Prototheca wickerhamii
- Prototheca zopfii